# William Becklean
William Russell Becklean (Kansas City, 23 giugno 1936) è un ex canottiere statunitense.

## Palmarès

### Olimpiadi
- 1 medaglia:
  - 1 oro (Melbourne 1956 nell'otto)